# بنطوس مخطط

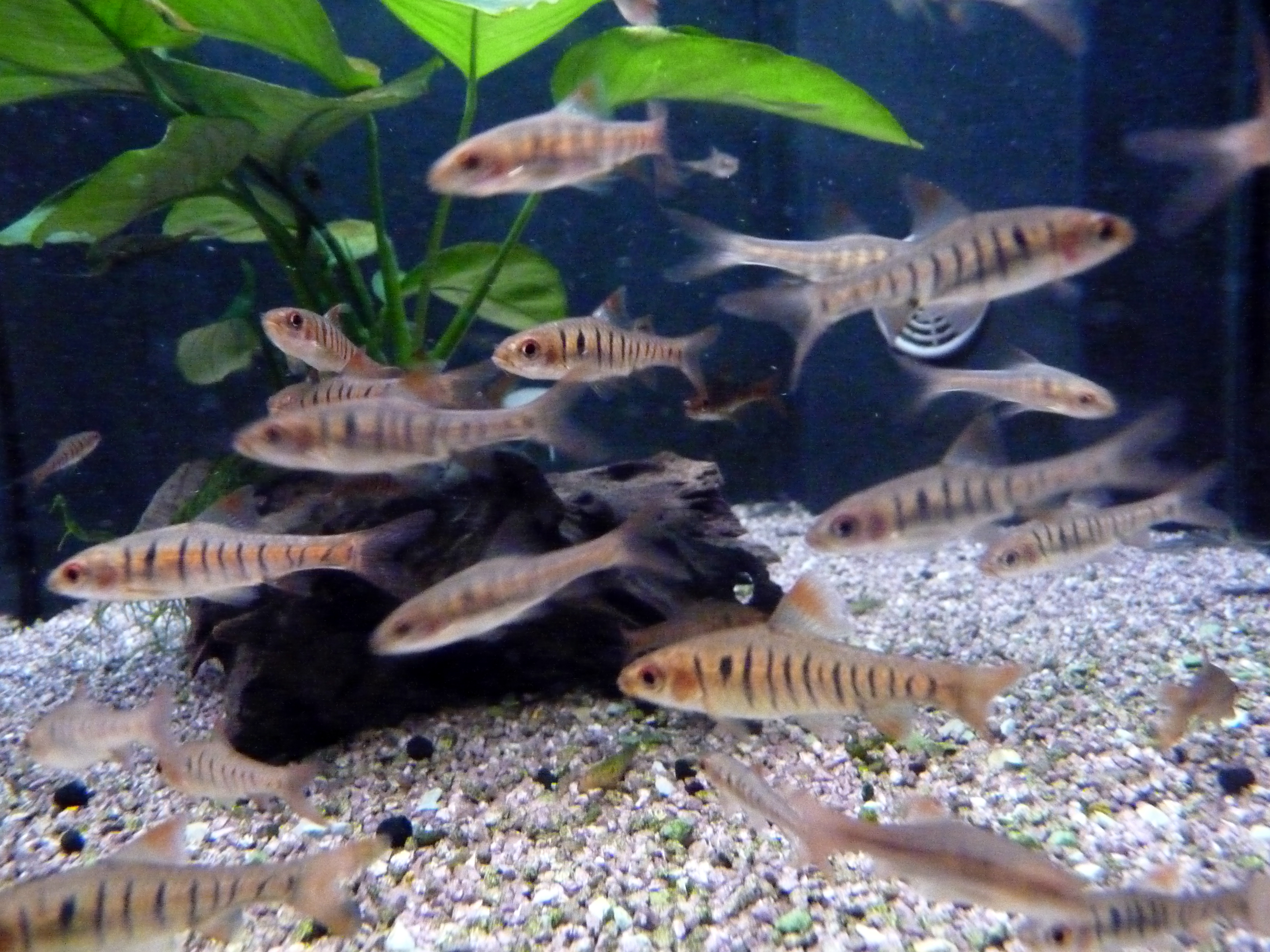

البنطوس المخطط أو البَرب المخطط (باللاتينية: Barbus fasciolatus)، (بالإنجليزية: African Banded Barb) تنتمي لفصيلة الشبوطيات.